# Laško
Laško (izgovarjava [ˈlaːʃkɔ] (); nemško Tüffer) je mesto ob Savinji z okoli 3.300 prebivalci in središče občine Laško. Poleg starega mestnega jedra na levem bregu Savinje Laško obsega še območje zdravilišča (Thermana Laško) ob izlivu Rečice v Savinjo (Rečica pri Laškem s kamnolomom) in Podšmihel z železniško postajo na desnem bregu ter Podhum in območje Pivovarne Laško.

## Geografija
Na hribu nad naseljem stoji grad Laško. Laško leži ob spodnjem toku reke Savinje, ki deli Posavsko hribovje na zahodni in vzhodni del, kamor uvrščamo tudi Kozjansko. Posavsko hribovje spada v predalpski svet. Laško in njegova okolica spada v zahodni srednji del Slovenije, za katerega je značilen subpanonski zmerno celinski temperaturni režim. Srednja januarska temperatura se spusti malo pod 0 stopinj Celzija, srednja julijska temperatura ne doseže 20 stopinj Celzija. Zime so torej hladne, poletja topla, pomladi in jeseni pa zmerno tople in sveže. Jasni dnevi so zlasti poleti, oblačni pa jeseni in pozimi. Za dolino ob reki Savinji je značilna anticiklonalna megla. Na leto pade okrog 1169,3 mm padavin; najbolj mokra sta meseca julij in november. Poleti pada dež pogosto v plohah, za jesen je značilno dolgotrajnejše deževje. S snegom moramo v teh krajih resno računati od druge polovice oktobra do srede aprila. 
Višje lege so pokrite z gozdovi, na nižjih planotah, vrhovih in prisojnih zložnejših rebrih so gozd marsikje posekali, na krčevinah pa so nastali zaselki ali samotne kmetije. Gozd obsega več kot polovico površja. Največ je mešanih gozdov, s prevlado listavcev; med drevesnimi vrstami pa prevladujeta smreka in bukev. Širša pokrajina je znana po predalpski flori, nekaterih redkih reliktnih vrstah in zaščitenih cvetnicah. 

### Savinja
Savinja ima pri Laškem snežno-dežni rečni režim. Glavni spomladanski višek vode je posledica kopnenja snega in padavin, jesenski višek pa je posledica dolgotrajnejšega in obilnejšega deževja. Poleti imajo vodotoki nizko gladino zaradi večjega izhlapevanja, pozimi je vodostaj tokov nizek zaradi skromnejših padavin in snežnega zadržka. Izredno visoke vode so v Občini Laško že večkrat povzročile ogromno materialno škodo. 

## Demografija
V Laškem prebiva 3288 prebivalcev po uradnih podatkih iz leta 2020, površina občine Laško znaša 197 km2, število prebivalcev v laški občini znaša približno 12.900 prebivalcev. V občini Laško je 85 naselij in 9 krajevnih skupnosti. Rodnost upada že vrsto let, prebivalstvo se tako kot drugje v Sloveniji v povprečju stara. Mesto Laško je gospodarsko in upravno središče spodnjega Posavinja.